# Bhadarwāh
Bhadarwāh är en ort i Indien.   Den ligger i unionsterritoriet Jammu och Kashmir, i den norra delen av landet, 500 km norr om huvudstaden New Delhi. Bhadarwāh ligger 1 636 meter över havet och antalet invånare är 13 429.
Terrängen runt Bhadarwāh är bergig söderut, men norrut är den kuperad. Bhadarwāh ligger nere i en dal. Runt Bhadarwāh är det ganska tätbefolkat, med 207 invånare per kvadratkilometer. Det finns inga andra samhällen i närheten. Trakten runt Bhadarwāh består till största delen av jordbruksmark.